# Bản đồ Hồng Đức

Địa đồ sơn xuyên phủ Quảng Ngãi trong tập Hồng Đức Bản Đồ

Bản đồ Hồng Đức, tức Hồng Đức bản đồ sách (chữ Hán: 洪德版圖冊), đôi khi được gọi là Hồng Đức địa dư là một bộ bản đồ địa lý của Đại Việt được ban hành vào đời vua Lê Thánh Tông, năm Hồng Đức thứ 21 (tức năm 1490). Đây được coi là bộ bản đồ địa lý đầu tiên do nhà nước phong kiến của Việt Nam thực hiện. Bản đồ Hồng Đức được thực hiện vào năm Quang Thuận thứ 7 (1467) khi vua Lê Thánh Tông ra lệnh các thừa tuyên vẽ bản đồ từng thừa tuyên gửi về Bộ Hộ. Bản đồ được hoàn tất và ban hành vào năm Hồng Đức thứ 21 (1490).
Bộ bản đồ đã thể hiện phạm vi cương giới và hệ thống hành chính của nước Đại Việt vào nửa cuối thế kỷ 15. Đây là tập bản đồ quốc gia sớm nhất còn lại đến nay trong đó vẽ rõ Hoàng Sa và Trường Sa. Trên cơ sở Hồng Đức bản đồ, bộ sách Toản tập thiên nam tứ chí lộ đồ thư (khoảng giữa thế kỷ 17) trong quyển 1 ghi: "Giữa biển có một dải cát dài, gọi là Bãi Cát Vàng, dài độ 400 dặm, rộng 20 dặm, dựng đứng giữa biển". Cùng với đó là một bản đồ vẽ nhóm đảo thuộc Quảng Ngãi, phủ Thăng Hoa với chú thích chữ Nôm là "Bãi Cát vàng". Điều này tiếp tục được kế thừa trong nhiều bản đồ và sách của các đời sau.

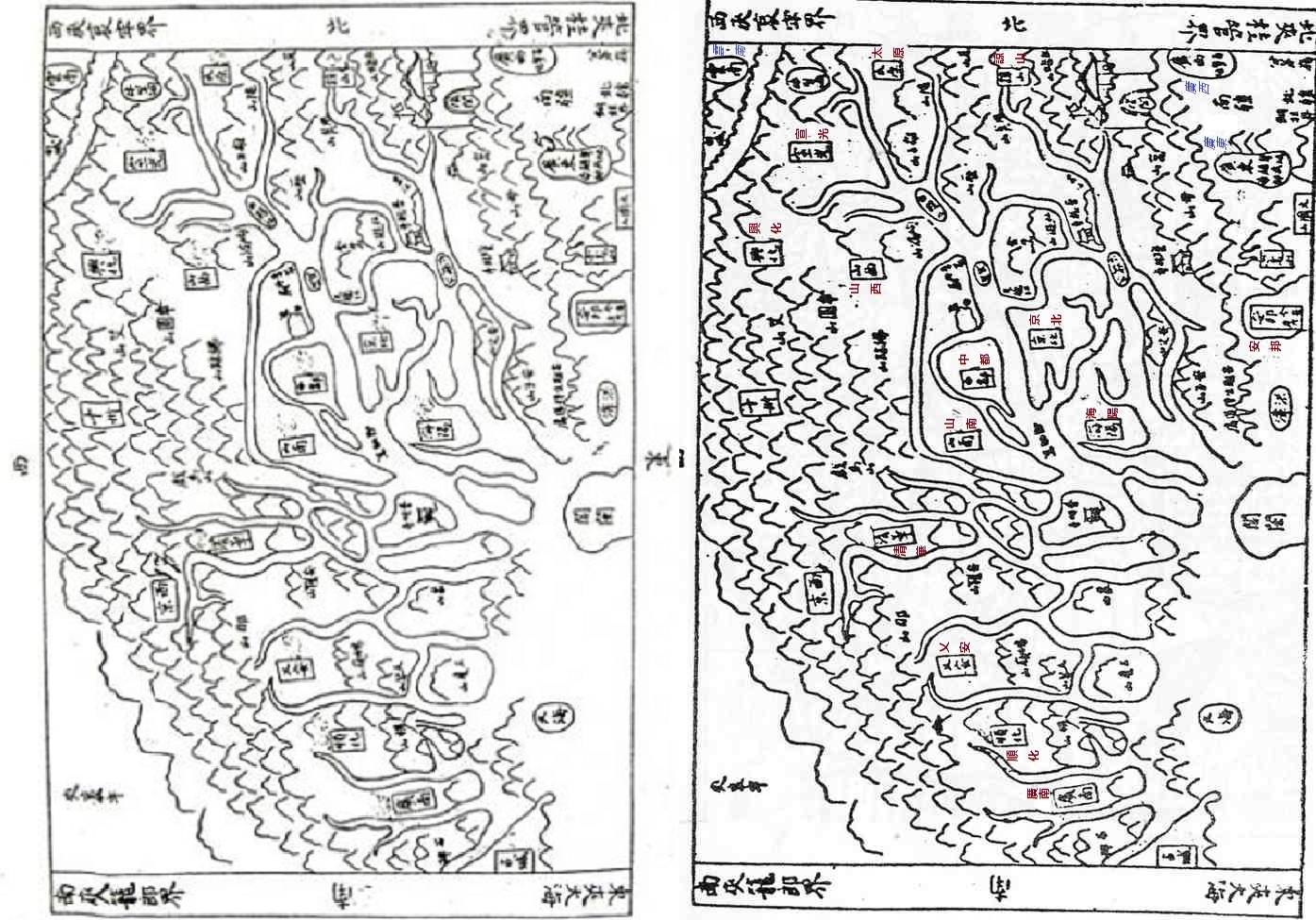
An Nam quốc đồ thời Hồng Đức (1490). Các xứ (13 xứ)ːQuảng Nam (廣南), Thuận Hóa (順化), Nghệ An (乂安), Thanh Hoa (清華), Sơn Nam (山南), Hải Dương (海陽), An Bang (安邦), Lạng Sơn (諒山), Thái Nguyên (太原), Tuyên Quang (宣光), Hưng Hóa (興化), Sơn Tây (山西), Kinh Bắc (京北), và phủ Trung Đô (中都府).

## Nội dung chính
Nhiều tài liệu cho biết, bản đồ thời Hồng Đức được biên soạn thành 5 tập.
Bản đồ Hồng Đức được xem là bản đồ địa lý và hành chính đầu tiên do nhà nước phong kiến ở Việt Nam thực hiện và vẽ trên giấy một cách hoàn chỉnh và khoa học. Thế nhưng, bản đồ đầu tiên có thể nói đến là Nam Bắc phân giới địa đồ dưới thời vua Lý Anh Tông năm 1172, tuy nhiên nó chỉ là một bản vẽ tay trên giấy, và không được phổ biến rộng rãi như một bản đồ chính thức.

### Tập thứ nhất
Tên đầy đủ là Hồng Đức nhị thập nhất niên tứ nguyệt sơ lục nhật (chữ Hán: 洪德貳拾壹年肆月初陸日 (ngày mùng sáu tháng tư năm Hồng Đức 20, tức ngày 25 tháng 4 năm 1490 )), thường được xem là tư liệu chính khi nói về bản đồ Hồng Đức, gồm 15 bản đồ:
- 1 tấm Bản đồ An Nam quốc (安南國圖, 1460-1497): Toàn đồ Đại Việt dưới thời Hồng Đức. Đây là bản đồ lớn, thể hiện toàn cõi Đại Việt, có chú giải các thừa tuyên và kinh thành.
- 1 tấm bản đồ kinh thành Thăng Long. Bản đồ chi tiết về thành Thăng Long.
- 13 tấm bản đồ của 13 thừa tuyên (Đơn vị hành chính cấp tỉnh thời đó), gồm: 52 phủ, 178 huyện, 50 châu, 20 hương, 36 phường, 685 xã, 322 thôn, 637 trang, 40 sách, 40 động, 30 nguyên, 30 trường.

Có thể thấy, tập này nói về các địa giới hành chính và địa lý vào thời điểm đó.

### Tập thứ 2
Tên đầy đủ là Thiên Nam Tứ Chí Lộ Đồ Thư (chữ Hán: 天南四至 路圖書), gồm:
- Tự Thăng Long chí Chiêm Thành quốc (自昇龍至占城國): Bản đồ vẽ đường lối đi từ Thăng Long đến nước Chăm Pa
- Kinh kỳ chí Khâm châu, Niệm châu (京畿至欽州念州): Bản đồ từ kinh thành đi đến hai Châu Khâm và Châu Niệm, thuộc tỉnh Quảng Đông, Trung Quốc.
- Tự Phụng Thiên chí Quảng Tây, Vân Nam (自奉天至廣西雲南): Bản đồ từ phủ Phụng Thiên đến Quảng Tây, Vân Nam Trung Quốc.
- Tự kinh thành chí bắc quan môn (自京城至北關門): Bản đồ từ kinh thành đến cửa Bắc Quang, tỉnh Lạng Sơn.

Như vậy, tập thứ 2 này hướng đến việc hướng dẫn đường đi lối lại đến các nước xung quanh.

### Tập thứ 3
Tên đầy đủ là Giáp Ngọ niên bình Nam Đồ (甲午年平南圖), gồm 15 bản đồ Đoan Quận Công Bùi Thế Đạt vẽ (Cảnh Hưng năm thứ 35 - 1774):
- Những bản đồ vẽ xứ Đàng Trong, từ Đồng Hới (Quảng Bình) đến biên giới Chăm Pa, núi Đá Bia (Thạch Bi Sơn, nay thuộc tỉnh Phú Yên)
- Bản đồ đường lối đi từ Chăm Pa đến biên giới Cao Miên.

Tập thứ 3 đề cập đến các vùng mới được mở rộng thêm cho đến thời vua Lê Thánh Tông (cho đến núi Đá Bia) đồng thời có đường đi của nước Chăm Pa.

### Tập thứ 4
Tên đầy đủ là Cảnh Thịnh tân đồ Đại Man quốc (景盛新圖大蠻國), do Quan trấn thủ Hưng Hóa Nguyễn Án vẽ, gồm:
- Bản đồ nước Cao Miên
- Có giới thiệu về nước Đại Man, lạc khoản đề (歲庚申九月十四日). Lời dẫn cho biết nước Đại Man nằm ở phía tây nam nước ta, phía nam giáp Xiêm La, Chiêm Thành, phía bắc tiếp giáp với nội địa Vân Nam, Quý Châu. Đó chính là đất Lão Qua, Miến Điện xưa.

Vậy, tập thứ 4 này đề cập đến 2 nước khác gần với Đại Việt.

### Tập thứ 5
Tên đầy đủ là Cao Bằng phủ toàn đồ (高平府全圖), gồm:
- ba bản đồ của phủ Cao Bằng, Mục Mã trấn doanh và Cao Bằng trấn thành.
- Ngoài ra còn có phần Cao Bằng đồ thuyết (高平圖說), là phần chỉ dẫn của các bản đồ.

## Các dị bản
Hiện nay, bản gốc của Bản đồ Hồng Đức đã thất truyền. Trong các bản văn lưu trữ tại Viện nghiên cứu Hán Nôm, có tới 10 bản văn cùng đề cập đến bản đồ Hồng Đức này, là:
1. Hồng Đức bản đồ, A.2499
2. Hồng Đức bản đồ, VHt. 41
3. An Nam quốc, Trung Đồ tính thập tam thừa tuyên hình thế đồ hoạ, A.2531
4. An Nam hình thắng đồ, A.3034
5. Thiên Nam Lộ đồ, A.1081
6. Nam Việt bản đồ, A.1603
7. Giao Châu dư địa chí, VHt. 30
8. Thiên tải nhàn đàm, A.584
9. Thiên tải nhàn đàm, 2006
10. Thiên hạ bản đồ tổng mục lục đại toàn, A.1362

Về niên đại, có 2 cuốn hoàn thành vào cuối thế kỷ 18, 5 cuốn vào nửa đầu thế kỷ 19, 3 cuốn không ghi niên đại. Nên có thể các bản đồ này không giống với bản gốc, và cũng có thể dựa vào bản gốc của Bản đồ Hồng Đức mà sao chép lại.
Về nội dung, cả 10 cuốn đều giống nhau về đại thể (phạm vi cương giới, hệ thống hành chính, địa hình, và các địa vật). Tuy nhiên, sự thể hiện chi tiết các cấu trúc có nhiều phần khác nhau (do nhiều địa danh đã đổi tên qua các thời kỳ). Việc các bản đồ trên giống nhau, khiến người ta cho rằng các bản đồ này phải chăng là được sao chép lại từ bản gốc là Bản đồ Hồng Đức năm 1490. Tuy cho đến nay, các nhà sử học vẫn chưa thể khẳng định việc này.